# チーロ・ポリート
チーロ・ポリート（Ciro Polito、1979年4月12日 - ）は、イタリア・カンパニア州ナポリ 出身の元サッカー選手。現役時代のポジションはGK。

## 経歴
サレルニターナ・スポルトのユース出身。セリエC1とC2のクラブで経験を積んだ後、2004年に当時セリエBのカルチョ・カターニアへ移籍。ただ正GKの座は掴めず、クラブがセリエAへ昇格した後の2007年1月22日にペスカーラ・カルチョへレンタルされた。ペスカーラでは正GKとしてプレーしている。
シーズン終了後にカターニアへ戻ると正GKとして起用されるが、2008年3月31日にシルヴィオ・バルディーニ監督が解任されてワルテル・ゼンガ新監督が就任するとアルバノ・ビサーリが重用されるようになり定位置を失う。2008-09シーズンもビサーリの控えに留まり、2009年1月3日にセリエBのUSグロッセートにレンタルされた。
7月11日にサレルニターナへ完全移籍し、ユース時代を過ごしたクラブに11季ぶりに復帰した。サレルニターナではレギュラーとしてプレーするもクラブはセリエBで最下位に沈み、レガ・プロ・プリマ・ディヴィジオーネ（3部）に降格。さらに2010-11シーズンは3部で3位になったものの財政破綻のためペナルティとしてセリエD（4部）に降格となってしまい、シーズン終了後に退団した。
2011年9月23日、アタランタBCと1年契約を締結。移籍後は、アンドレア・コンシーリの控えとなっている。
2014年1月31日、USサッスオーロ・カルチョに移籍。翌年10月にはSSユーヴェ・スタビアへ加入した。シーズン終了を以て現役を引退し、クラブのテクニカルスタッフの一員となった。

## タイトル
サレルニターナ
- セリエB : 1997-98